# Waag (Workum)
De Waag van Workum werd in 1650 gebouwd. Het verving een eerder vervallen bouwwerk. De ligging is aan het marktplein de Merk naast de Sint-Gertrudiskerk. De waag heeft aan één zijde een lange luifel.
Het gebouw heeft een schilddak met aan elke zijde een dakkapel met trapgevel. Op de hoeken van het dak staan vier leeuwen met een wapenschild met daaronder een satyr. In de gevels bevinden zich ook wapenstenen, waaronder het gemeentewapen met het jaartal 1650.
Nadat het gebouw de functie van waag verloor heeft het, net als de Waag van Dokkum, diverse andere bestemmingen gehad waaronder politiebureau. In 2007 is het waaggebouw gerestaureerd en het wordt sindsdien gebruikt als VVV-kantoor en Museum Warkums Erfskip.

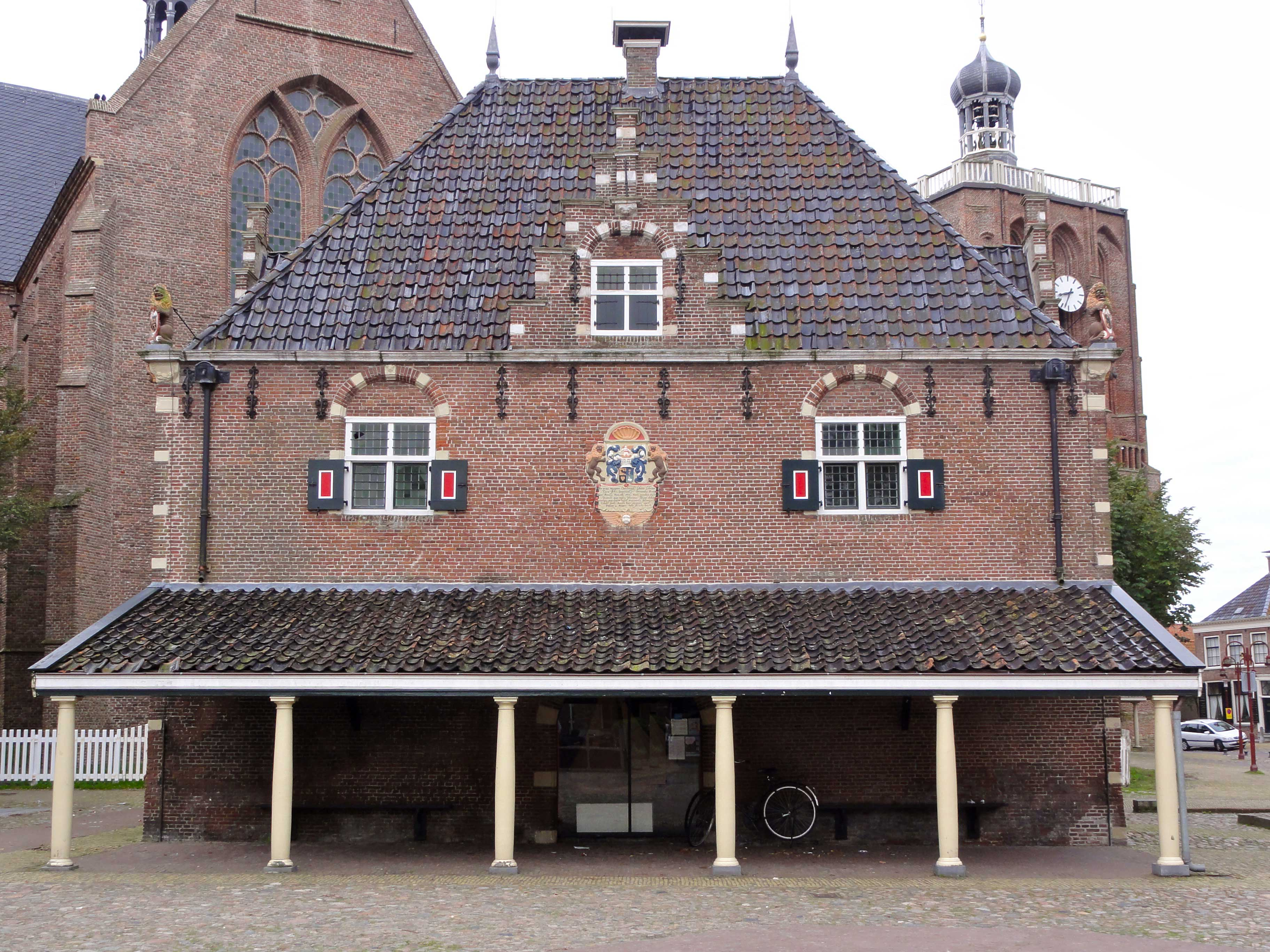
Waag
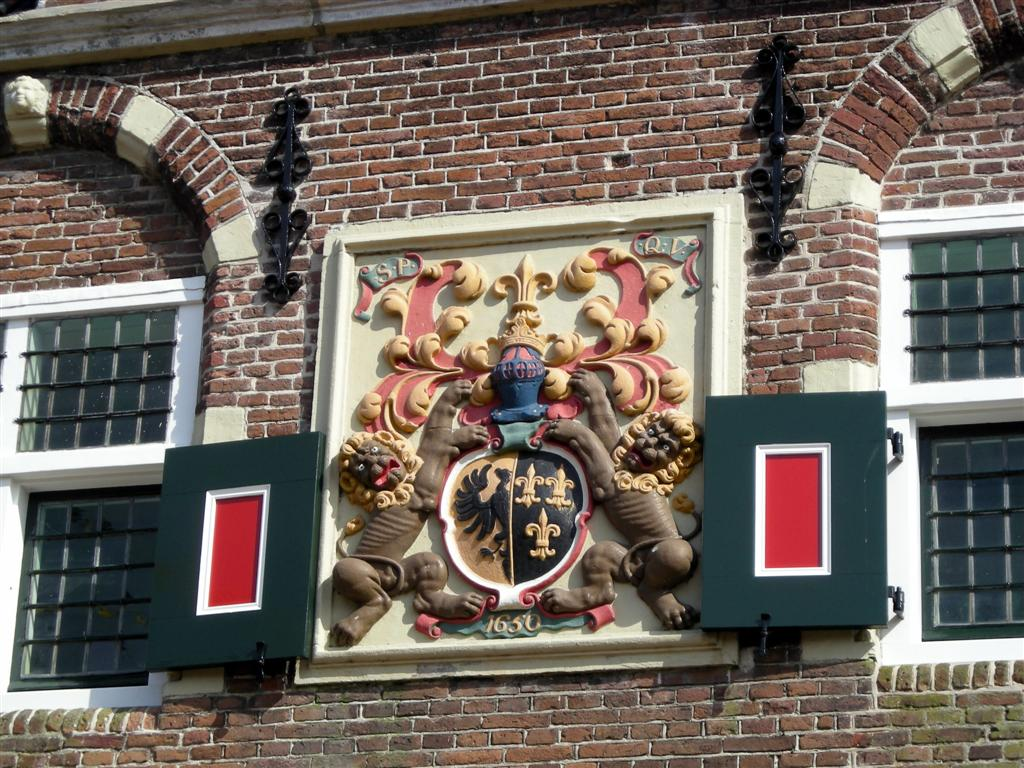
Gemeentewapen
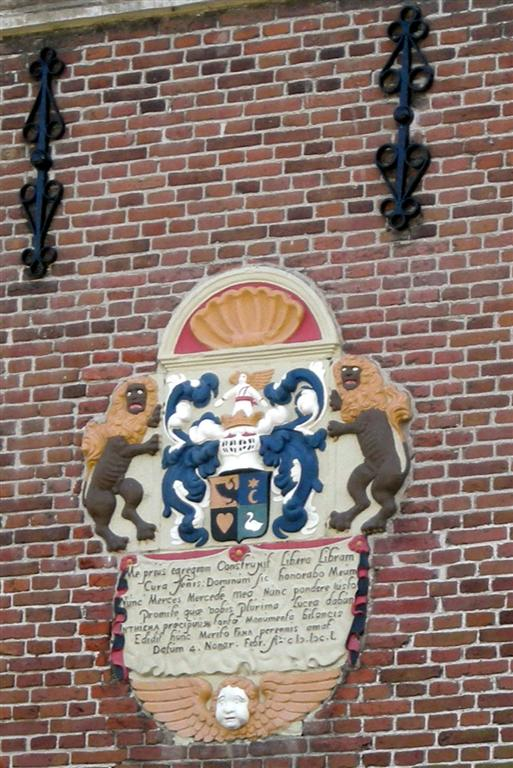
Wapen

Bolsward · 
Dokkum ·
Franeker ·
Gorredijk ·
Harlingen ·
Hindeloopen ·
Kollum ·
Langweer ·
Leeuwarden ·
Leeuwarden (beurs) ·
Lemmer ·
Makkum ·
Oldeboorn ·
Sloten ·
Workum